# Geografia del turisme
La geografia del turisme és una branca de la geografia que estudia la localització, les característiques ambientals, la distribució de fluxos turístics, la capacitat de càrrega turística, els mitjans de desplaçament, els elements articuladors i la imatge paisatgística, de totes aquelles zones o poblacions que es comporten o es poden arribar a comportar-se com a destinacions turístiques, tenint en compte l'ordenació del territori, el desenvolupament sostenible i la promoció. (València- Lòpez 2011)

## Introducció
El turisme, la base d'estudi d'aquesta branca de la geografia, és un fenomen complex que interrelaciona factors socials, econòmics, polítics i ambientals. Com a conseqüència d'aquest fet, el turisme és objecte d'estudi de diverses disciplines com són: l'antropologia, l'economia, la geografia i la sociologia.
La geografia fa una gran aportació en els estudis de turisme, ja que aquest, es desenvolupa en un espai geogràfic per tant, el turisme es manifesta en l'espai o territori i aquest ha de ser analitzat per les normes i models que regeixen les relacions entre els humans i el territori. És destacable que el turisme mostra un clar interès per la societat i la naturalesa, àmbits que es troben dins dels objectius d'estudi de la geografia que són les relacions entre el ser humà i el medi.
Des de les últimes dècades, el turisme ha anat en augment i per tant, també les relacions que es produeixen amb el territori. Aquest fenomen ha estat el desencadenant que molts geògrafs s'hagin interessat pel seu estudi. L'interès principal de la geografia pels estudis relacionats amb el fenomen turístic, és que el turisme és un agent que provoca diversos impactes en el territori o espai geogràfic.
D'aquesta manera entenem que, els estudis del turisme des de la geografia tracten principalment de la localització de les àrees turístiques, dels canvis que l'activitat provoca sobre el territori i el paisatge en funció de les estructures turístiques dels desplaçaments de les persones en funció dels llocs turístics, dels problemes socials, econòmics, culturals, etc.

## Evolució
Els estudis de la geografia del turisme han anat evolucionant amb el temps, la seva importància amb el temps ha anat canviant fins a l'actualitat.
Entre els anys 30 i 50 del segle xx, els estudis de la geografia del turisme es basaven principalment en l'anàlisi de les característiques geogràfiques segons les pautes de desenvolupament dels espais turístics, la morfologia dels atractius i els patrons de flux turístic. Durant aquestes dècades els geògrafs que interessats en aquesta branca de la geografia desenvolupaven estudis vinculats en l'àrea de demografia, del planejament urbà, el transport i els impactes socials, culturals i ambientals.
A partir de 1970 amb l'augment de la importància d'aquesta branca es varen desenvolupar estudis més conceptuals i metodològics. Aquests estudis van ser formulats per geògrafs que van donar-los-hi diferents enfocaments (clàssics, humanistes, regionals, socials, culturals) fet que va afirmar i consolidar la geografia del turisme dins de la disciplina de la geografia com a branca.
Actualment aquesta branca de la geografia es troba involucrada en temes com el canvi ambiental, la globalització i el canvi rural. És una branca que interrelaciona temes d'immigració i de frontera i la interacció de la societat amb el medi ambient. Segons Simoes (2009), els estudis actuals més recurrents de la geografia del turisme es basen especialment en tres anàlisis:
1. Anàlisis basades en models espacials i de comporta
2. Anàlisis basades en l'economia política del turisme
3. Anàlisis basades en la interpretació cultural[3]

D'aquesta manera s'entén que la geografia del turisme es preocupa per la descripció dels fluxos turístics, els impactes tant socials, com culturals, econòmics i ambientals de l'activitat turística, així com de les estructures espacials i els usos del sòl.

## Autors fundadors
- Charles Réau amb la revista: Repertori de viajes
- Pierre Defert amb l'obra:  La localisation touristique. Problèmes théoriques et pratiques[4]